# Maldà
Maldà – gmina w Hiszpanii, w prowincji Lleida, w Katalonii, o powierzchni 31,63 km². W 2011 roku gmina liczyła 239 mieszkańców.